# Tryholm
Tryholm är en ö i Finland.   Den ligger i kommunen Pargas i den ekonomiska regionen  Åboland  och landskapet Egentliga Finland, i den södra delen av landet, 140 km väster om huvudstaden Helsingfors.
Terrängen på Tryholm är platt. Öns högsta punkt är 25 meter över havet. I omgivningarna runt Tryholm växer i huvudsak blandskog.